# 限定刑事責任
在刑法中，限定刑事責任是指被告雖然触犯了法律，但不应承担全部刑事责任，因为他们存在精神問題。不過所謂精神問題往往是被告為自己辯護時所找的理由。